# دامیر کالاپاچ
دامیر کالاپاچ (کرواتی: Damir Kalapač؛ زادهٔ ۱۸ اوت ۱۹۶۳) بازیکن فوتبال اهل کرواسی بود.
از باشگاه‌هایی که در آن بازی کرده‌است می‌توان به باشگاه فوتبال سجستا، باشگاه فوتبال زاگرب، و باشگاه فوتبال دی اس وی لئوبن اشاره کرد.
وی همچنین در تیم ملی فوتبال کرواسی بازی کرده‌است.